# Bab Alioua

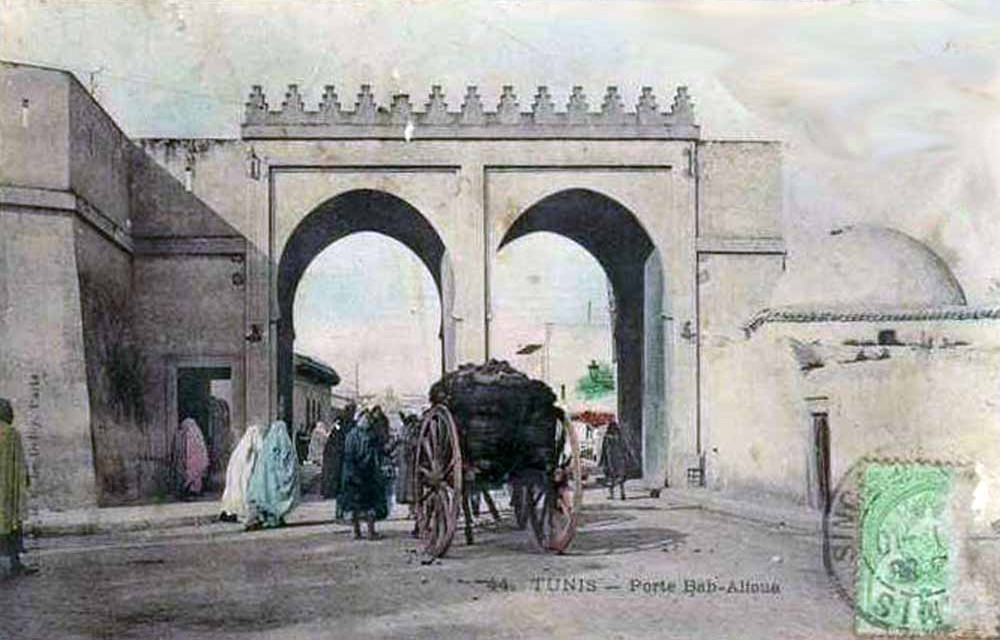
De Bab Alioua in 1900.

De Bab Alioua is een stadspoort in de Tunesische hoofdstad Tunis. Bab Alioua betekent letterlijk Poort van de kleine zaal en is gebouwd onder het bewind van de sultan van Hafsiden lshâq Abu Ibrahim al-Mustansir, tussen 1349 en 1369.
Khayr ad-Din Barbarossa kwam in 1534 de stad Tunis binnen via deze poort.